# Дюссельдорф 1864 (шахматный турнир)
Дюссельдорф 1864 — 4-й конгресс Западногерманского шахматного союза, состоявшийся в конце августа 1864 года. В соревновании принимали участие 8 шахматистов. Турнир проводился по системе плей-офф. Участники играли до первой победы. Победителем турнира стал М. Ланге.

## Турнирная таблица

### Четвертьфинал
| Участник        | 1 | 2 |  | 2 | 1 | Участник                   |
| --------------- | - | - |  | - | - | -------------------------- |
| Нойхауз, Э.     | 0 |   |  |   | 1 | Хипп, Ф.                   |
| Шницлер, Георг  | 0 |   |  |   | 1 | Фицтум фон Экштедт, Конрад |
| Швенгерс, Петер | 1 |   |  |   | 0 | Хёинг, Карл                |
| Вюльфлинг, Отто | ½ | 0 |  | 1 | ½ | Ланге, Макс                |

### Полуфинал
| Участник                   | 1 |  | 1 | Участник        |
| -------------------------- | - |  | - | --------------- |
| Ланге, Макс                | 1 |  | 0 | Хипп, Ф.        |
| Фицтум фон Экштедт, Конрад | 1 |  | 0 | Швенгерс, Петер |

### Финал
| Участник                   | 1 |  | 1 | Участник    |
| -------------------------- | - |  | - | ----------- |
| Фицтум фон Экштедт, Конрад | 0 |  | 1 | Ланге, Макс |